# 33466 Thomaslarson
33466 Thomaslarson este o planetă minoră (asteroid) din centura de asteroizi. A fost descoperită pe 19 martie 1999 la Experimental Test Site⁠(d) de Lincoln Near-Earth Asteroid Research. 
Obiectul prezintă o orbită caracterizată de o semiaxă mare de 2,3697939 UAi, o excentricitate de 0,06, o înclinație de 6,52344 ° în raport cu ecliptica.